# Casa Souto
A Casa Souto (oficialmente Antônio José Alves Souto & Cia.) foi uma casa bancária brasileira do século XIX fundada pelo fazendeiro, exportador e corretor de fundos juramentados português Antônio José Alves Souto. Na época da sua falência era a segunda maior instituição financeira da praça do Rio de Janeiro, contando com 30 445 contos de réis em ativos, atrás apenas do Banco do Brasil.
A falência da instituição, no dia 10 de setembro de 1866, gerou uma onda de saques nas diversas casas bancárias que existiam no Rio de Janeiro na época, levando muitas delas, também, à falência. O governo imperial, à época liderado pelo recém-empossado presidente do Conselho de Ministros, o bem-te-vi Francisco José Furtado, decretou, no dia 17 de setembro, em resposta à crise, entre outras medidas destinadas à garantir a liquidação das casas bancárias afetadas pela crise, o estabelecimento de uma moratória por sessenta dias de todos os pagamentos na Corte e na província do Rio de Janeiro. Enquanto isso, ainda, o Banco do Brasil aumentou a sua taxa de juros e passou a agir no sentido de uma expansão monetária como forma de honrar os empréstimos que estavam sendo realizados por outros bancos.

## Origem
Foi fundada pelo português Antonio José Alves Souto, que há anos trabalhava na Corte como corretor de títulos e de outros valores, tinha título de nobreza e gozava de muito prestígio junto à colônia portuguesa fluminense, chegando a ocupar o cargo de presidente da Beneficência Portuguesa.
O cliente preferencial das casas bancárias era aquele cuja demanda de crédito não podia ser satisfeita através de empréstimos diretos do Banco do Brasil, ou dos bancos comerciais privados. A oferta de crédito destas casas bancárias não era composta apenas de depósitos feitos pelo público mas, também, de empréstimos obtidos em bancos particulares e no Banco do Brasil. Parte dos lucros destes estabelecimentos advinha de operações triangulares, ou seja,das diferenças entre os valores das taxas de desconto pagas pelas casas bancárias aos bancos comerciais e dos altos juros cobrados dos tomadores de empréstimos.

## Falência e crise
Em 1857 a economia cafeeira entrou em crise, com quedas acentuadas nas exportações e nas cotações dos preços do café no mercado mundial. Em meio à retração econômica, o governo Imperial afastou o ministro papelista Bernardo de Sousa Franco da pasta da Fazenda e colocou em prática os princípios metalistas através da promulgação da Lei 1.083, de 22 de agosto de 1860.
A nova legislação limitava a liquidez monetária determinando que nenhum banco privado poderia emitir vales, enquanto não se mostrasse capaz de reembolsá-los em ouro. Apenas o Banco do Brasil e suas filiais tiveram essa autorização, o que demonstra que, incapaz de eliminar a pluralidade o Governo, procurou cerceá-la. A “Lei dos Entraves” abalou o sistema bancário carioca. O Banco Comercial e Agrícola e o Banco Rural e Hipotecário perderam seus direitos de emissão e o Banco Comercial e Agrícola, fundado durante a administração de Bernardo de Sousa Franco, foi liquidado. Houve uma forte retração da liquidez, seguida da alta das taxas de juros e da falência de casas bancárias.
O Banco do Brasil tentou intervir na crise e concedeu empréstimos à Casa Souto que acumulou uma dívida de 22 mil contos de réis, o que correspondia à metade do capital do Banco do Brasil, ultrapassando os limites do socorro tecnicamente possível.
Pela manhã do dia 10 de setembro de 1864, Alves Souto consultou um diretor do Banco do Brasil, no sentido de obter mais 900 contos de réis. A resposta teria sido que era inviável, e melhor seria se a Casa Souto encerrasse suas atividades. A notícia correu e o Banco do Brasil passou a ser encarado como responsável pelo cataclismo. Desordem e agitação perduraram uma semana. Em 17 de setembro, o Governo Imperial decretou a suspensão por 60 dias de todos os vencimentos, prorrogando-os por igual período. Além disso, deu curso forçado às cédulas emitidas pelo Banco do Brasil, evitando as falências em cascata, tranquilizando o mercado financeiro e permitindo a posterior recuperação da economia.

### Consequências
As principais consequências da Casa Souto foram as falências e concordatas que ocorreram na praça do Rio de Janeiro até o fim de março de 1865. Houve também queda do movimento comercial, baixa do câmbio e dos valores dos imóveis, decesso das cotações das ações de companhias, inclusive das ações do Banco do Brasil, elevação do preço da moeda de ouro e aumento extraordinário da circulação fiduciária.